# 上土権
上土権（うわつちけん）とは、かつて日本に存在した土地に関する権利の1つ。明治以後も慣習法として存続したが、民法における所有権の原則に反するとして否認された。
日本の近代以前の封建的な土地制度のもとでは、年貢の徴収して収益を得る権利と実際にその土地を地表とそれに付随する部分のみを自由に使用が出来る権利とが分離されており、前者を底土持、後者を上土持と称した。このうち上土持が所持していた権利を上土権もしくは甘土権と称した。
ところが地租改正によって一物一権主義の原則が定まると、1つの土地に複数の所有権者を認めることが否認され、領主制度が否認される代わりに底土持となったかつての耕作者が底土持として所有権を得ることになった。だが、依然として上土権は小作権の一種と考えられて慣習として残されてしばしば売買が行われた。
だが、大正6年（1917年）2月10日、大審院は所有権は分割が不可能な権利であり、その権限はその物の有する使用価値・交換価値全体に及ぶものとし、上土権は分離不可能な所有権を分割するものであるから、民法175条に定めた物権法定主義に反するものとして否認されるとの判例が下されたのであった。